# معهد القراءات
معهد القراءات هو معهد مختص في القراءات القرآنية، ويقع مقره في بلدية البويرة بـولاية البويرة.
هذا المعهد تشرف عليه مديرية الشؤون الدينية والأوقاف الولائية تحت وصاية وزارة الشؤون الدينية والأوقاف.

## تاريخ

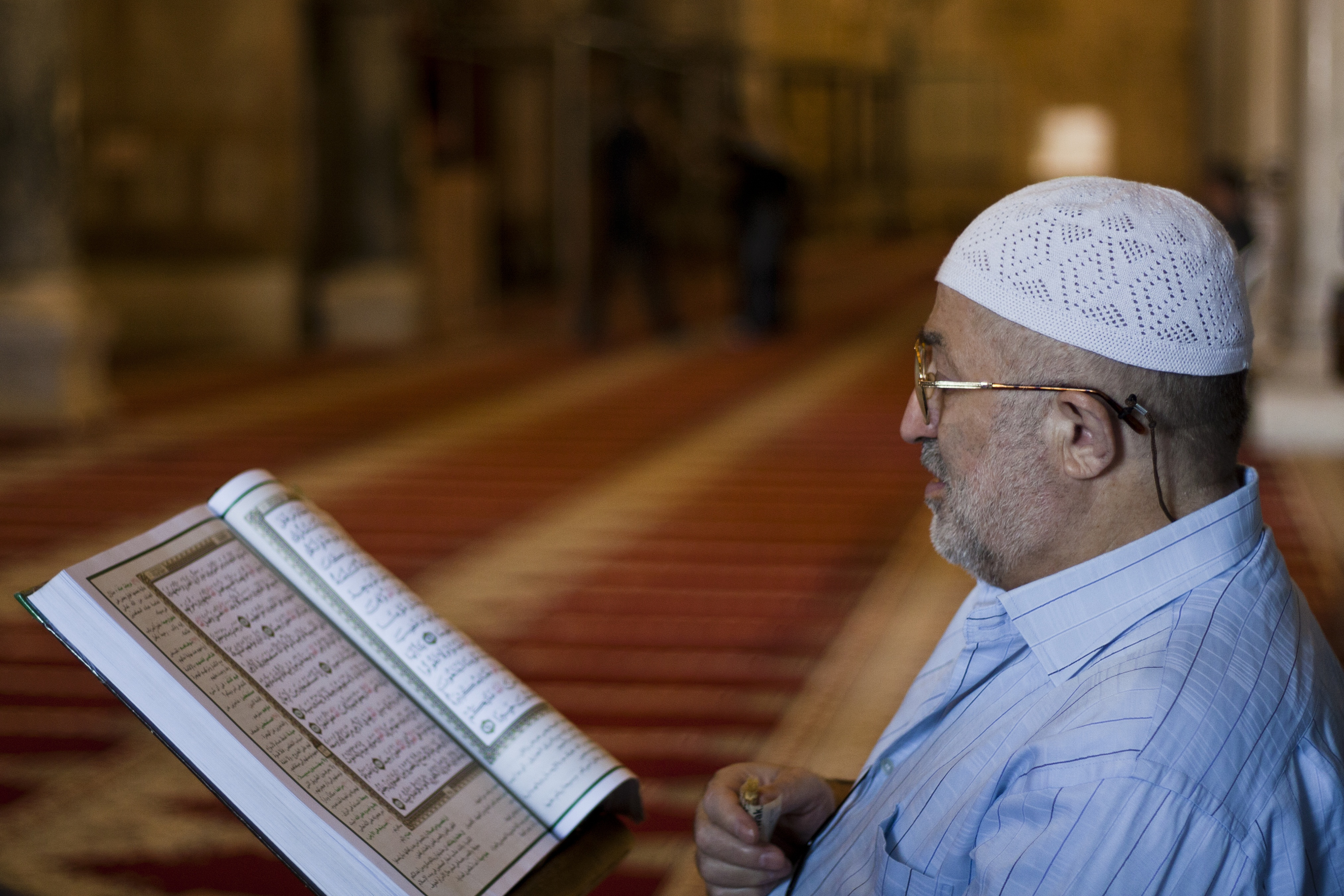
تلاوة القرآن.

### بسكرة
تم إنشاء المعهد الإسلامي لتكوين الإطارات الدينية المتخصص في القراءات في بلدية سيدي عقبة في ولاية بسكرة بموجب المرسوم التنفيذي رقم 01-410 الصادر بتاريخ 13 ديسمبر 2001م ·  ·  · .

### الجزائر العاصمة
تم نقل المعهد الإسلامي لتكوين الإطارات الدينية المتخصص في القراءات من بلدية سيدي عقبة في ولاية بسكرة إلى مدينة الجزائر العاصمة بموجب المرسوم التنفيذي رقم 02-284 الصادر بتاريخ 3 سبتمبر 2002م ·  ·  · .
وكان معهد القراءات متواجدا في الجزائر العاصمة بحي الوئام ساحة (أول ماي)، إلى غاية سنة 2015م، قبل أن تقرر وزارة الشؤون الدينية تحويل المعهد إلى البويرة بسبب قدمه وتحذيرات المصالح التقنية للبناء من انزلاق التربة.

### قسنطينة
تم إنشاء ملحقة المعهد الإسلامي لتكوين الإطارات الدينية المتخصص في القراءات في إقليم ولاية قسنطينة بموجب القرار الوزاري الصادر بتاريخ 29 مارس 2006م ·  ·  · .

### البويرة

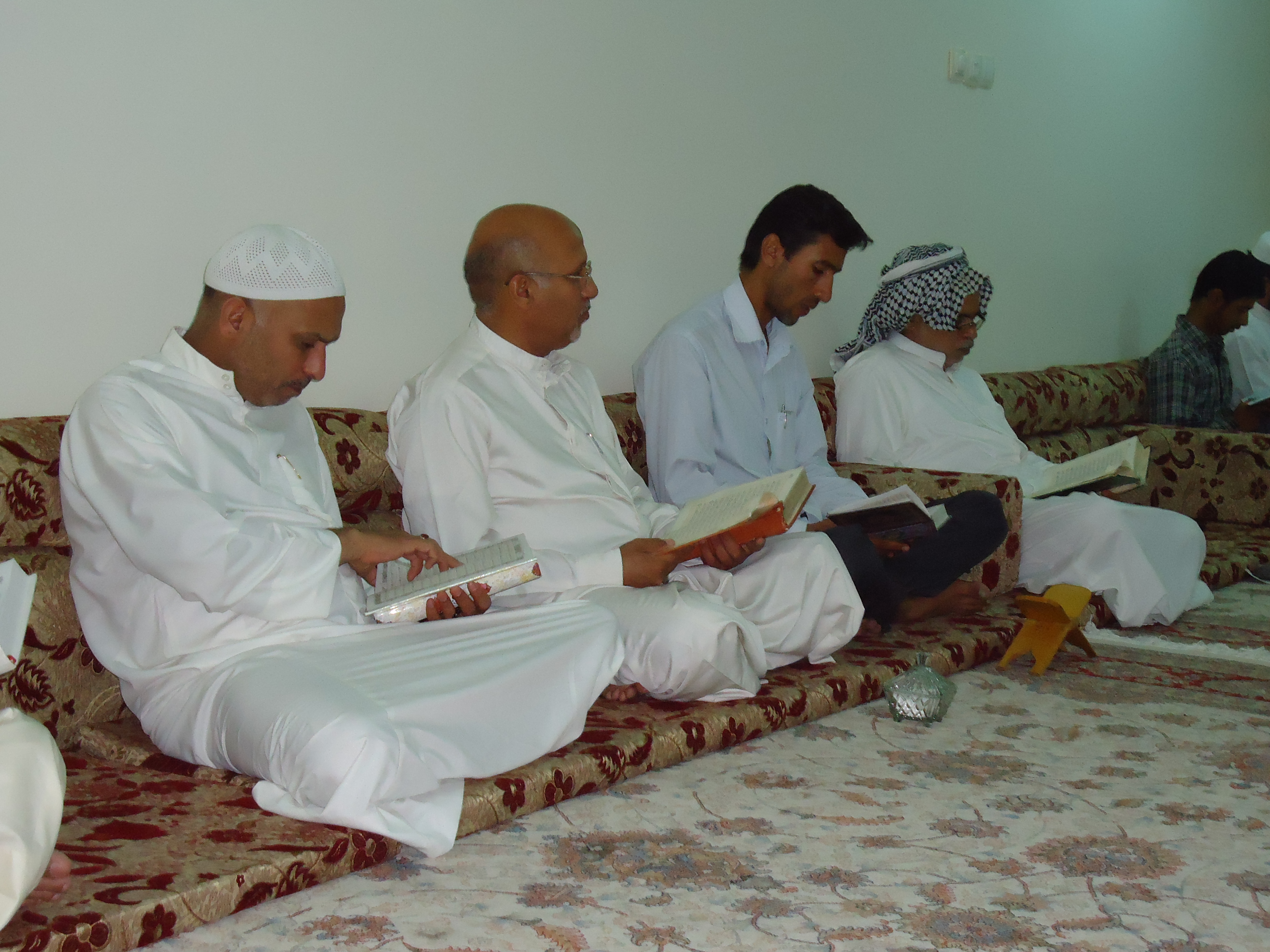
حفظ القرآن.

استفادت ولاية البويرة في سنة 2015م من نقل مقر المعهد الوطني المتخصص للأسلاك الخاصة بإدارة الشؤون الدينية والأوقاف إليها، بعدما كان موجودا بالجزائر العاصمة، حيث احتضنته الزاوية القرآنية النموذجية، الواقعة وسط مدينة البويرة والتي أنشئت بتوصية من الشيخ العلامة العربي التبسي، الذي كان يريد في زمن الاستعمار أن يكون هذا المعهد لتكوين الأئمة.
وتكفل معهد البويرة بتكوين قرابة 500 طالب في علوم الإمامة سنويا.
القرار اتخذ في إطار المرسوم التنفيذي رقم 15-265 الصادر بتاريخ 11 أكتوبر 2015م، وذلك بعد تقرير من وزارة القطاع، يتم بموجبه نقل مقر المعهد الوطني الذي يضمن تكوين الأئمة وأساتذة التعليم القرآني وأعوان المساجد، أو معهد القراءات سابقا، من العاصمة إلى بلدية وولاية البويرة.
وقد تم تحويل جميع الأملاك والحقوق والالتزامات وكذا المستخدمين والطلبة المتربصين إلى المقر الجديد بالمدرسة القرآنية النموذجية، التي تسميتها زروقي الطاهر وسط المدينة، بعد إعداد جرد كمي وكيفي من طرف لجنة معينة من الوزارة الوصية ووزارة المالية لهذا الغرض.
وقد أبقى مرسوم التحويل مستخدمي وطلبة المعهد خاضعين لنفس الأحكام الواردة في القانون الأساسي النموذجي للمعاهد الوطنية للتكوين المتخصص لأسلاك الشؤون الدينية الصادر سنة 2010م.
وقد كانت وزارة الشؤون الدينية والأوقاف قد قامت بتحويل المدرسة القرآنية النموذجية في مدينة البويرة إلى معهد عال للتكوين المتخصص في القراءات القرآنية.

## المدراء

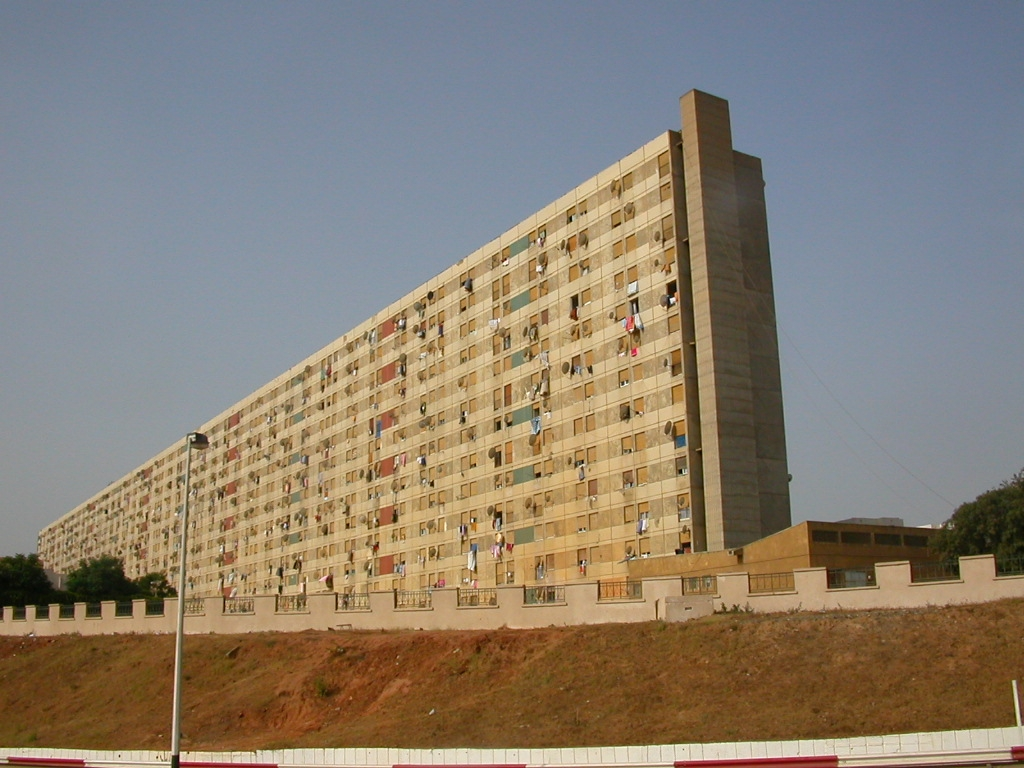
بلدية المحمدية.

لقد تعاقب العديد من المدراء على معهد القراءات منذ إنشائه في سنة 2001م.
يقوم هذا المدير بتسيير الموارد البشرية، المادية والمالية الموضوعة تحت تصرفه، إضافة إلى عمليات التجهيز تحت سلطته، وهو بذلك يتمتع بصفة الآمر بالصرف بالنسبة للميزانية المخصصة لمصلحته.
يتم تعيين هذا المدير عن طريق مرسوم تنفيذي، بموجب اقتراح من وزير الشؤون الدينية، كما أن أجرته مرتبطة بوظيفته كإطار سام وكموظف يتم تصنيفه كمدير.
| ترتيب | مدير             | بداية | نهاية |
| ----- | ---------------- | ----- | ----- |
| 01    | عبد القادر قاطشة | 2003م | 2014م |

## المهام
يقوم المعهد الوطني للقراءات بتكوين أئمة مدرسين وفق دفعات يتخرجون من المعهد خلال كل سنة ليتم توزيعهم على مختلف المساجد المتواجدة عبر ولايات الوطن.
وهؤلاء الأئمة المدرسون يتولون مهامهم عبر مختلف المساجد الجزائرية بعد تلقيهم تكوينا متميزا وفقا للبرنامج الذي سطرته وزارة الشؤون الدينية و الأوقاف في ميدان القراءات القرآنية.
وتتمثل مهام هذا المعهد في دوره التكويني لنخبة من الأئمة القادرين على المساهمة في حماية المرجعية الدينية الجزائرية.
وكان المعهد الوطني للقراءات الذي أنشئ سنة 2001 قد كون العشرات من الأئمة المدرسين وذلك منذ تخرج أول دفعة سنة 2004م.

## التكوين

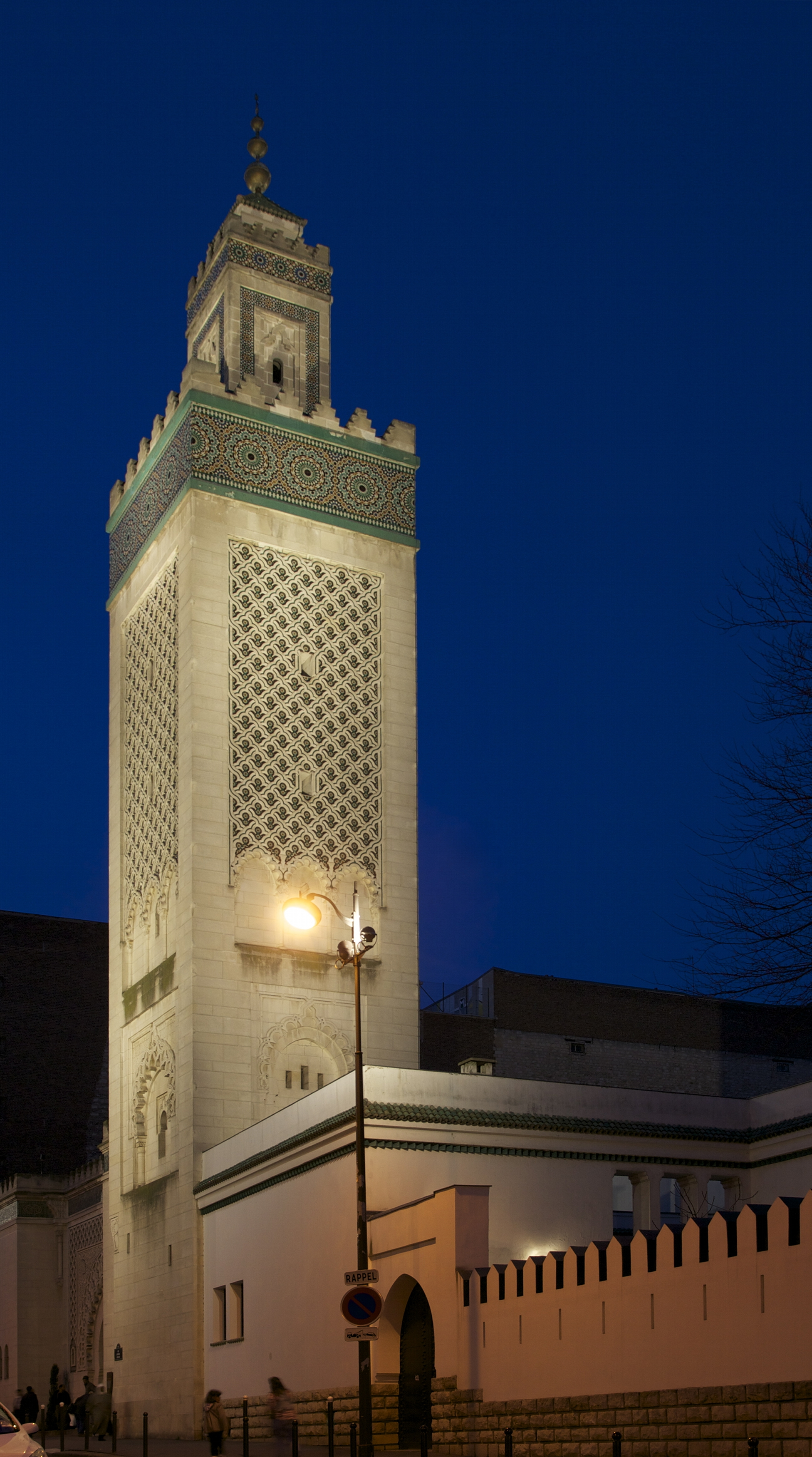
مسجد باريس الكبير.

### دفعات المقرئين
| الدفعة | تسمية الدفعة                          | عدد المتخرجين | التاريخ |
| ------ | ------------------------------------- | ------------- | ------- |
| 07     | الشيخ محمد بن توزنت العيادي التلمساني | 19            | 2010م   |
| 10     |                                       | 40            | 2013م   |

### تحسين مستوى الأئمة
يكون التسجيل في المعهد الإسلامي لتكوين الإطارات الدينية المتخصص في القراءات بالجزائر مفتوحا لجميع المترشحين من ولايات الوطن.
وتتمثل طاقة استعياب المعهد في 100 طالب.
وتم في سنة 2013م انتقاء 40 إماما من طرف وزارة الشؤون الدينية والأوقاف من أجل تأطير المساجد في فرنسا بعد تلقيهم تكوينا في اللغة الفرنسية مدته 15 يوما على مستوى معهد القراءات بالجزائر العاصمة.
وهذا البرنامج التكويني سمح لهؤلاء الأئمة بمعرفة قوانين الجمهورية الفرنسية من أجل مساعدة المسلمين الفرنسيين على تأدية عباداتهم عبر التدريس في المساجد.
وجاءت هذه المبادرة لتجسيد بنود الاتفاقية التي تم إبرامها في سنة 2005م بما يسمح للجزائر بدعم مسلمي فرنسا في تأدية عباداتهم بواسطة انتداب أئمة جزائريين في هذا البلد.

## المراجع

آيات قرآنية.

## مقالات إضافية
- المرجعية الدينية الجزائرية
- الحزب الراتب: الحزاب - الباش حزاب - السلكة
- قرآن
- علوم القرآن
- قراءة القرآن
- رواية ورش عن نافع
- القراءات العشر
- القراء السبعة
- وزارة الشؤون الدينية والأوقاف بالجزائر
- اللجنة الوطنية لمراقبة الأهلة
- المجلس العلمي للإفتاء بالجزائر
- التراث الفقهي الجزائري
- المجلس الإسلامي الأعلى بالجزائر
- مديرية الشؤون الدينية والأوقاف لولاية الجزائر
- قائمة المساجد في ولاية الجزائر
- صندوق الزكاة
- كتاب لطائف البيان في رسم القرآن شرح مورد الظمآن